# Internationaler Bootsschein

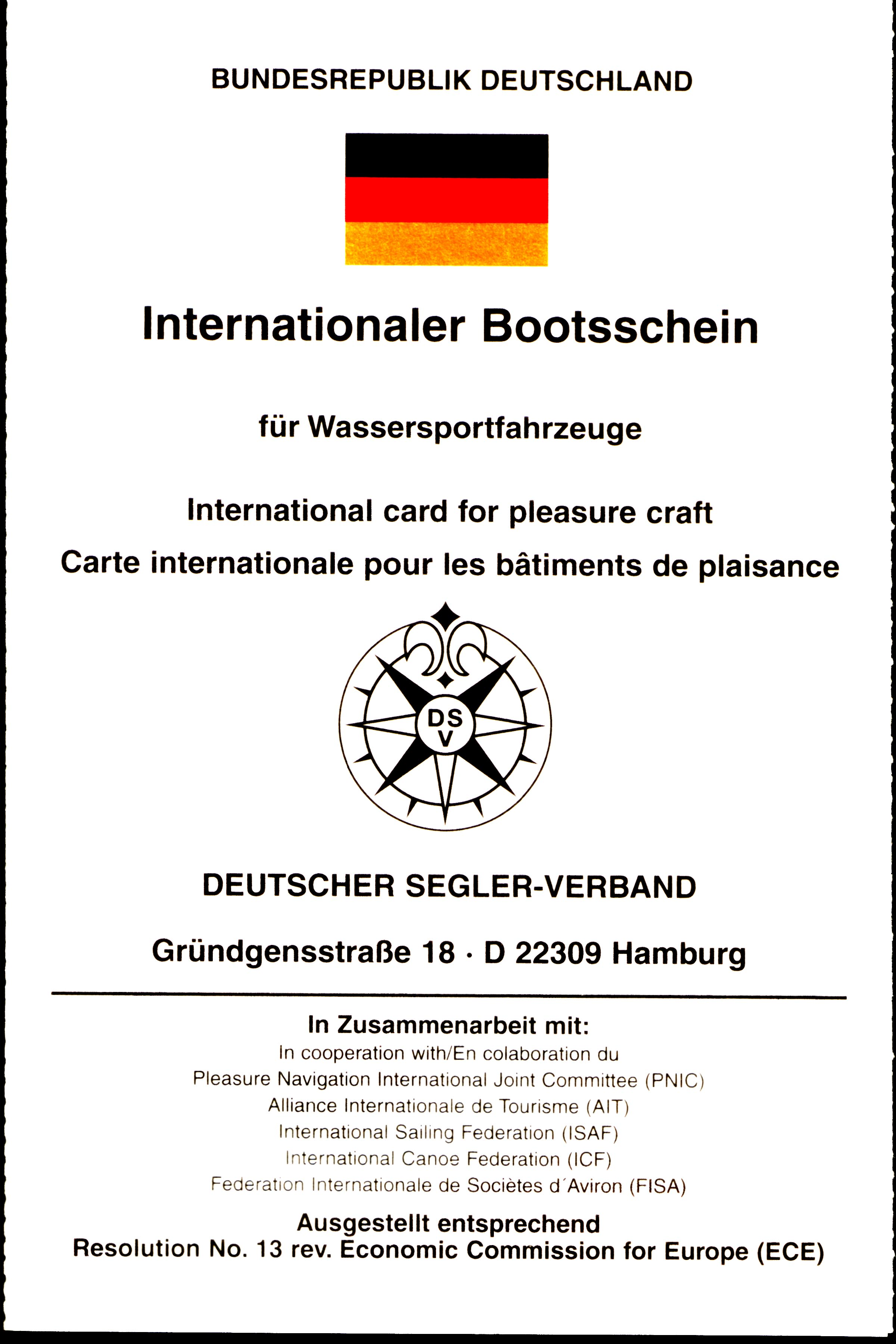
Internationaler Bootsschein

Der Internationale Bootsschein (IBS) ist ein international anerkannter deutscher Registrierungsnachweis für Sportboote. Er ist amtlich anerkannt und wird mit Ermächtigung der Bundesregierung vom Deutschen Motoryachtverband, Deutschen Segler-Verband und dem ADAC ausgegeben. Rechtsgrundlage für seine internationale Verwendung ist die Resolution Nummer 13 der Economic Commission for Europe der Vereinten Nationen.

## Registrierung
Um einen Internationalen Bootsschein zu erhalten, muss man deutscher Staatsangehöriger sein oder seinen festen Wohnsitz in Deutschland haben.
Der Internationale Bootsschein muss vom Eigentümer des Sportbootes beantragt werden, der auch eine juristische Person sein kann. Mit Zuteilung des IBS erhalten die Boote ein amtlich anerkanntes Kennzeichen. Rechtsgrundlage hierfür ist § 5 KlFzKV-BinSch Beim Antrag muss der Eigner technische Daten des Fahrzeugs angeben und sein Eigentum nachweisen oder glaubhaft machen.
Die zehnstellige Nummer des ausgestellten Bootsscheins gilt in Zusammenhang mit dem Kennbuchstaben des ausstellenden Verbandes (DMYV=M, DSV=S, ADAC=A) gleichzeitig als amtlich anerkanntes Schiffskennzeichen, welches am Sportboot in zehn Zentimeter großen Buchstaben aus lateinischer Schrift und arabischen Zahlen dunkel auf hellem Untergrund oder hell auf dunklem Untergrund an beiden Seiten des Bugs oder am Heck aufgeklebt bzw. aufgemalt werden muss. Ein denkbares Kennzeichen wäre somit: 1234567890-M.
Bei Booten mit Regattavermessung wird beim Registrierung über Deutschen Seglerverband gleichzeitig ein Messbrief ausgestellt, er ist Voraussetzung zur Teilnahme an Regatten.

## Gültigkeit

### Deutschland
Segelboote mit einer Länge über 5,5 m und Motorboote über 2,21 kW benötigen in Deutschland auf Binnenschifffahrtsstraßen ein Schiffskennzeichen und sind kennzeichnungspflichtig. Die Wasser- und Schifffahrtsämtern vergeben hierzu amtliche Kleinfahrzeugkennzeichen und stellen einen Ausweis über ein Kleinfahrzeugkennzeichen aus (§ 1 KlFzKV-BinSch). Der Internationale Bootsschein mit seinen amtlich anerkannten Kennzeichen ersetzt diese amtliche Registrierung § 8 KlFzKV-BinSch. Das amtlich anerkannte Kennzeichen und damit der IBS bleibt national so lange gültig, bis sich technische Daten des Fahrzeugs verändern oder das Fahrzeug den Besitzer wechselt.

### International
Der ECE-Resolution Nummer 13 sind Deutschland, Frankreich, Kroatien, Litauen, Luxemburg, Niederlande, Österreich, Serbien, Slowakei, Tschechien, Ungarn und Vereinigtes Königreich als Staaten beigetreten. Im Ausland wird der Internationale Bootsschein zwei Jahre lang als Reisedokument anerkannt, danach muss er bei der ausstellenden Stelle verlängert werden. Es gilt dort als offizielles Bootspapier, dass zum Einklarieren in den Häfen benötigt wird und wird dort als Registrierungs- und Eigentumsnachweis anerkannt. Andere Staaten können den IBS anerkennen, jedoch liegt dies im Ermessen der Behörden des Staates. Im Gegensatz dazu ist das Flaggenzertifikat vom Bundesamt für Seeschifffahrt und Hydrografie sowie die für Sportboote mögliche freiwillige Registrierung im Schiffsregister weltweit als Nachweis anerkannt, da sie dem Seerecht entspricht.
Ein Sportboot kann mehrere Registrierungen haben darf aber nur ein Kennzeichen führen.